# جون هوارد (منافس ألعاب قوى ميكرونيسي)
جون هوارد (بالإنجليزية: John Howard) هو منافس ألعاب قوى ميكرونيسي، ولد في 21 يوليو 1981 في Weno ‏ في ولايات ميكرونيسيا المتحدة.

## وصلات خارجية
- جون هوارد على موقع الاتحاد الدولي لألعاب القوى (الإنجليزية)
- جون هوارد على موقع أوليمبيديا (الإنجليزية)